# Ki (álbum)
Ki es el décimo álbum de estudio del músico canadiense de géneros rock y heavy metal Devin Townsend, y el primero de la serie de álbumes de Devin Townsend Project. Fue lanzado por la discográfica HevyDevy el 25 de mayo de 2009.

## Lista de canciones
1. "A Monday" – 1:43
2. "Coast" – 4:36
3. "Disruptr" – 5:49
4. "Gato" – 5:23
5. "Terminal"  – 6:58
6. "Heaven Send" – 8:54
7. "Ain't Never Gonna Win" – 3:17
8. "Winter" – 4:48
9. "Trainfire" – 5:59
10. "Lady Helen" – 6:05
11. "Ki" – 7:21
12. "Quiet Riot" – 3:02
13. "Demon League" – 2:55

## Créditos y personal

### Músicos
- Devin Townsend – voz, guitarra, bajo sin trastes, ambiente, programación
- Duris Maxwell – batería
- Jean Savoie – bajo
- Dave Young – teclados, piano, ambiente

### Músicos adicionales
- Ché Dorval – voz secundaria
- Ryan Dahle – voz adicional
- Bjorn, Peter, Christopher, Grant, Corey, Jeremy, Ryan – voces adicionales

### Producción
- Devin Townsend – producción, mezcla, ingeniería
- Adrian Mottrim – asistencia de grabación
- Mike St. Jean – asistencia de preproducción
- Brennan Chambers – asistencia de mezcla
- Sheldon Zaharko – grabación
- Ryan Dahle – grabación, mezcla (canción 12)
- T-Roy – masterización

### Lanzamiento
- Konrad J. Palkiewicz – consulta visual, diseño, arte
- Erich Saide – fotografía
- Omer Cordell – fotografía
- Jeff Cohen – legal, manejo
- Mike Mowery – legal, manejo